# Abdoulay Sessay
Abdoulay Sessay (ur. 1970) – sierraleoński piłkarz grający na pozycji obrońcy. W swojej karierze rozegrał 7 meczów w reprezentacji Sierra Leone.

## Kariera klubowa
Całą swoją karierę piłkarską Sessay spędził w klubie Ports Authority FC. Zadebiutował w nim w 1993 roku i grał w nim do 2006 roku.

## Kariera reprezentacyjna
W reprezentacji Sierra Leone Sessay zadebiutował 27 marca 1994 w przegranym 0:4 meczu Pucharu Narodów Afryki 1994 z Wybrzeżem Kości Słoniowej, rozegranym w Susie. Na tym turnieju nie wystąpił w innych spotkaniach. Od 1994 do 2001 roku rozegrał w kadrze narodowej 7 meczów.